# Wilf Chadwick
Wilfred Chadwick, noto come Wilf Chadwick (Bury, 7 ottobre 1900 – Bury, 14 febbraio 1973), è stato un calciatore inglese, di ruolo attaccante.

## Carriera
Fu capocannoniere della First Division nel 1924.